# Saint-Côme (Québec)
Pour les articles homonymes, voir Saint-Côme.
Saint-Côme est une municipalité du Québec (Canada) située dans la municipalité régionale de comté (MRC) de Matawinie dans la région administrative de Lanaudière. 

## Toponymie
Elle est nommée en l'honneur de Saint Côme.

## Histoire
Les débuts de la colonisation de la région de Saint-Côme remontent aux années 1850. En effet, on signale que dès 1857, quelques familles s’installent sur le territoire.
Dès 1860, l’abbé Théophile-Stanislas Provost, nouvellement nommé curé de Saint-Alphonse Rodriguez, s’intéresse à la colonisation de la région située au nord de Joliette. Il explore les environs et détermine le futur site de Saint-Côme. Puis, en septembre 1862, accompagné de deux frères curés (Thomas-Léandre et Louis-Moïse Brassard) et de trois guides, il remonte la Rivière L’Assomption et poursuit ses explorations dans les alentours. Ceci le mènera à imaginer un grand projet de colonisation de la Matawinie : il encourage ainsi la population à s’implanter dans le Nord plutôt que d’émigrer aux États-Unis. Selon certains, l’abbé Provost, avec son idéologie « nordiste » serait une sorte de précurseur au curé Labelle, célèbre pour ses efforts de colonisation des Laurentides dans les années 1880.
Les résultats des actions de Provost ne se font pas attendre : vers 1862-63, plusieurs familles de la région de Saint-Jacques de l’Achigan, principalement des Acadiens, Irlandais et Canadiens-Français, s’installeront sur le site de Saint-Côme.
Le premier curé, Jean-Hyacinthe St-Jacques, arrive au village en 1867. C’est en octobre de la même année qu’on inscrit dans les registres le premier baptême et le premier mariage survenus à Saint-Côme. En 1868, la mission est érigée en paroisse canonique.

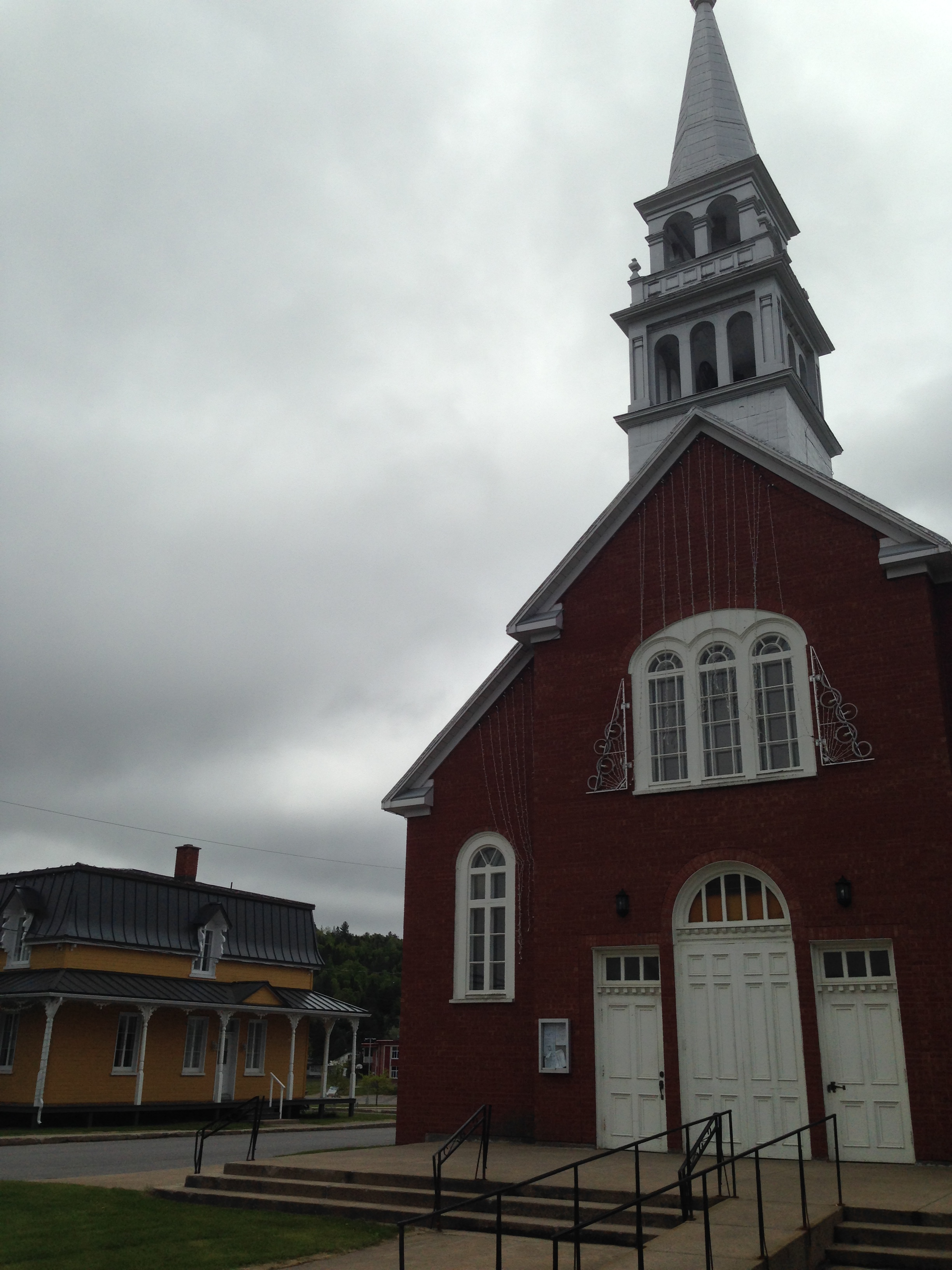
Église et ancien presbytère

L’église actuelle est construite en 1886 et restaurée en 1906 et 1943.
Le village croît relativement vite, avec 696 personnes (130 familles) dès 1877, et 1000 au début du XXe siècle. La population se stabilisera par la suite. Si l’on tente de développer l’agriculture, il faut reconnaître que dès ses origines, les activités économiques du village tendent à se concentrer autour du travail forestier. Longtemps, l’activité liée au bois demeure la principale source d’emploi. Selon le recensement de 1911, plus de la moitié des chefs de famille (97 sur 187) déclarent une profession ou un second emploi lié à l’exploitation forestière. L’agriculture ne procure que quelques produits et, au mieux, un complément de revenu. Même en 1950, la paroisse a encore des allures de village forestier. Ce n’est qu’au cours de la deuxième moitié du XXe siècle que se développe véritablement le secteur récréo-touristique. 
Le 19 mars 2016, Saint-Côme change son statut pour celui de municipalité de paroisse à municipalité.

## Géographie
La rivière L'Assomption traverse la municipalité du nord au sud.
La Petite rivière Swaggin traverse le nord-ouest de la municipalité jusqu'à sa confluence avec la Grande rivière Swaggin qui traverse le nord-ouest jusqu'à sa confluence avec la rivière L'Assomption dans le nord de la municipalité.
À partir de son crénon, dans le nord-ouest de la municipalité, la rivière Versailles coule vers l'est jusqu'à sa confluence avec la rivière L'Assomption.
La rivière de la Boule traverse le nord-est de la municipalité jusqu'à sa confluence avec la rivière L'Assomption au sud du village.

## Démographie
| 1991  | 1996  | 2001  | 2006  | 2011  | 2016  | 2021  |
| ----- | ----- | ----- | ----- | ----- | ----- | ----- |
| 1 710 | 1 921 | 1 923 | 2 161 | 2 198 | 2 193 | 2 583 |

## Administration
Les élections municipales se font en bloc pour le maire et les six conseillers.
| Saint-Côme Maires depuis 2003                                                                                        |                  |         |          |
| Élection | Maire            | Qualité | Résultat |
| 2003 | Jocelyn Breault  |         | Voir     |
| 2005 | Jocelyn Breault  | Voir    |          |
| 2009 | Jocelyn Breault  | Voir    |          |
| 2013 | Martin Bordeleau |         | Voir     |
| 2017 | Martin Bordeleau | Voir    |          |
| 2021 | Martin Bordeleau | Voir    |          |
| Élection partielle en italique Depuis 2005, les élections sont simultanées dans toutes les municipalités québécoises |                  |         |          |

## Éducation
La Commission scolaire des Samares administre les écoles francophones:
- École primaire de Saint-Côme[11]

## Art et culture
Saint-Côme a été nommée « Capitale québécoise de la chanson traditionnelle » en 2008.

## Attraits touristiques
- Au Canot Volant
- Boutique Val Saint-Côme (location de raquettes)
- Domaine Val Nature (Location de chalets)
- Camp Richelieu St-Côme
- Centre de Plein Air Village des Jeunes
- Club de ski de fond et de raquettes Les Trappeurs
- Club Motoneige
- Club Quad
- Origine La Boutique Amérindienne
- Parc national du Mont-Tremblant
- Parc Régional de la Chute-à-Bull
- Parc Régional de la Forêt Ouareau
- Pisciculture Tardif & Fils inc.
- Pourvoirie Coin Lavigne
- Ranch-O-Bois Rond
- Sentier National (Matawinie)
- Station touristique Val Saint-Côme
- Zec Lavigne